# Chelsworth
Chelsworth is een civil parish in het bestuurlijke gebied Babergh, in het Engelse graafschap Suffolk. In 2001 telde het dorp 146 inwoners.